# 최후의 출격
《최후의 출격》(영어: Flight of the Intruder)은 미국에서 제작된 존 밀리어스 감독의 1991년 전쟁 영화이다. 대니 글러버, 윌럼 더포, 브래드 존슨 등이 출연하였고, 마크 뉴펠드 등이 제작에 참여하였다.

## 출연
- 대니 글러버
- 윌럼 더포
- 브래드 존슨
- 로재나 아켓
- 톰 사이즈모어
- J. 케네스 캠벨
- 재러드 챈들러
- 댄 플로렉
- 빙 레임스
- 크리스토퍼 리치
- 더글러스 로버츠
- 존 코빗
- 저스틴 윌리엄스
- 데이비드 슈위머
- 프레드 톰프슨 (크레디트 미기재)

## 기타 제작진
- 미술: 잭 T. 콜리스
- 특수 효과: 마크 바고